# Józef Ostafin

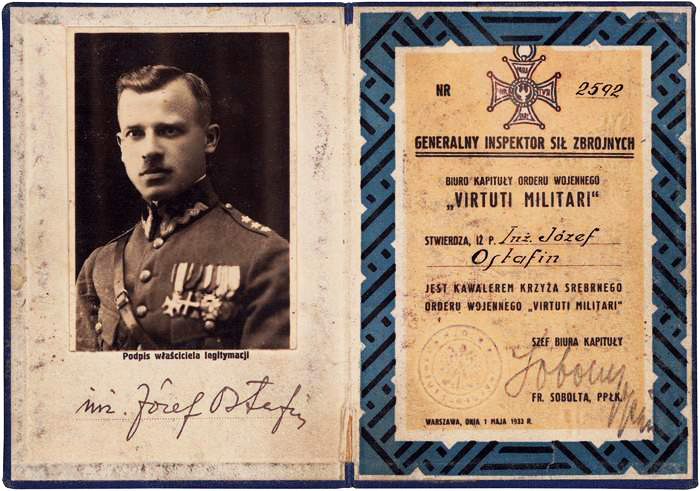
Legitymacja Virtuti Militari kpt. Józefa Ostafina

Józef Ostafin, ps. „Chudy”, „Ludwik”, „Miłosz” (ur. 7 marca 1894 w Sułkowicach, zm. 13 listopada 1947 w Krakowie) – polski inżynier rolnictwa, nauczyciel, polityk, legionista, członek POW, powstaniec śląski, poseł na Sejm II RP IV i V kadencji, kapitan artylerii rezerwy Wojska Polskiego, członek AK i WiN, kawaler Orderu Virtuti Militari.

## Życiorys
Urodził się 7 marca 1894 w Sułkowicach jako jeden z siedmiorga dzieci Jakuba i Rozalii z Klimasów. Podczas nauki w krakowskim gimnazjum był członkiem „Zarzewia” i skautingu. 
Po wybuchu I wojny światowej wstąpił ochotniczo do II Brygady Legionów, w szeregach której walczył w kampanii karpackiej, na Bukowinie i Wołyniu. Później, po kryzysie przysięgowym i rozwiązaniu Legionów, 19 września 1917 wcielono go do wojska austriackiego. Ostafin upozorował własną śmierć, po czym pod fałszywym nazwiskiem wstąpił do Polskiej Organizacji Wojskowej. W 1919 wstąpił do Wojska Polskiego i brał udział w wojnie polsko-bolszewickiej. Brał udział w akcji plebiscytowej na Śląsku, a podczas III powstania śląskiego był szefem operacyjnym grupy „Wschód”
W 1922 ukończył Akademię Rolniczą w Dublanach uzyskując dyplom inżyniera rolnika. Od tego czasu oddał się pracy na gospodarstwie i udzielał się w organizacjach rolniczych. Pracował w Związku Kółek Rolniczych. W 1932 rozpoczął pracę nauczyciela w szkolnictwie. Przed 1935 zamieszkiwał w Suchodole i pracował w tamtejszej Państwowej Szkole Rolniczej. W wyborach parlamentarnych w 1935 roku został wybrany na posła Sejmu RP IV kadencji (1935–1938) z okręgu wyborczego 77 w Sanoku, a w 1938 na posła Sejmu RP V kadencji (1938–1939) z okręgu wyborczego 62 w Złoczowie. Dekretem Ministra Rolnictwa i Reform Rolnych z 14 stycznia 1937 został mianowany radcą Lwowskiej Izby Rolniczej.
Został awansowany na stopień kapitana ze starszeństwem z dniem 2 stycznia 1932; w 1934 był zweryfikowany w Korpusie Oficerów Artylerii z lokatą 2. Pod koniec lat 30. pełnił funkcję prezesa oddziału Związku Legionistów Polskich w Krośnie.
Po agresji ZSRR na Polskę został aresztowany przez NKWD w okupowanym Lwowie. Po zwolnieniu przeniósł się do Krakowa, gdzie rozpoczął działalność konspiracyjną. W 1941 wstąpił do Związku Walki Zbrojnej, później był w Armii Krajowej. W 1944 trafił do organizacji NIE, w której wkrótce został zastępcą komendanta Obszaru Krakowskiego.
Po zakończeniu wojny był członkiem organizacji Wolność i Niezawisłość. Został aresztowany przez komunistyczne służby bezpieczeństwa. Był sądzony w trwającym od 11 sierpnia 1947 procesie pokazowym siedemnastu członków II zarządu WiN i działaczy Polskiego Stronnictwa Ludowego razem m.in. z płk Franciszkiem Niepokólczyckim, Stanisławem Mierzwą, ppłk Alojzym Kaczmarczykiem i majorem Walerianem Tumanowiczem. Wyrokiem Wojskowego Sądu Rejonowego w Krakowie z dnia 10 września 1947 w składzie sędziowskim pod przewodnictwem Romualda Klimowieckiego został skazany na łączną karę śmierci, utratę praw publicznych, obywatelskich i honorowych na zawsze oraz na przepadek mienia. Bolesław Bierut nie skorzystał z prawa łaski. Wyrok wykonano wieczorem 13 listopada 1947 roku na podwórzu więzienia przy ul. Montelupich strzałem w tył głowy. W tym samym czasie zostali straceni inni skazani: Alojzy Kaczmarczyk i Walerian Tumanowicz, katem był strażnik więzienny Henryk Michalik, którego w protokołach wykonania kary śmierci ujęto jako "dowódcę plutonu egzekucyjnego".

## Ordery i odznaczenia
- Krzyż Srebrny Orderu Wojskowego Virtuti Militari nr 2592 (1921)[8]
- Krzyż Niepodległości (9 listopada 1931)[9][10]
- Krzyż Oficerski Orderu Odrodzenia Polski (11 listopada 1937)[11]
- Krzyż Walecznych (1922)[10]
- Srebrny Krzyż Zasługi (1929)[10]
- Śląska Wstęga Waleczności i Zasługi (1921)
- Gwiazda Przemyśla (1920)
- Odznaka pamiątkowa „Orlęta” (1919)
- Odznaka Pamiątkowa 1. Pułku Artylerii Polowej (1929)